# Bernhard Josef Hilgers
Bernhard Josef Hilgers (né le 20 août 1803 à Dreiborn, mort le 7 février 1874 à Bonn) est un théologien allemand catholique puis vieux-catholique.

## Biographie
Hilgers vient d'une famille de paysans et étudie à l'université de Bonn. Après son ordination le 22 septembre 1827 à Cologne, il passe un an en tant que vicaire à Bad Münstereifel puis est cinq ans aumônier à l'asile psychiatrique de Siegburg. En 1834, il obtient un doctorat de théologie à Münster. Il refuse un poste au séminaire de Poznań. Il est habilité en 1835 à la faculté de théologie catholique de Bonn et nommé en 1846 professeur d'histoire du christianisme. Il enseigne également le Nouveau Testament, particulièrement l'Épître aux Hébreux, ainsi que la théologie dogmatique et le catéchisme. De 1838 à 1846, il est prêtre de l'église Saint-Rémi de Bonn (de).
En 1870, le premier concile œcuménique du Vatican conclut à l'infaillibilité pontificale. Hilgers et les autres professeurs de la faculté de théologie de Bonn comme Franz Heinrich Reusch et Joseph Langen refusent de reconnaître le nouveau dogme. Le droit d'enseigner leur est retiré. Cependant il ne reviendra pas enseigner à cause de son mauvais état de santé. L'archevêque de Cologne Paul Melchers prononce sa suspension le 1er avril 1871 puis l'excommunication le 12 mars 1872. Quatre jours plus tard, lui et ses collègues Langen, Reusch et Franz Peter Knoodt publient une déclaration.
Son mauvais état de santé et ses expériences douloureuses comme la condamnation de Georg Hermes et de ses collègues le gênent aussi pour son activité littéraire. Il est cependant élu deux fois recteur de l'université de Bonn (1852-1853 et 1861-1862) et à plusieurs reprises membre du Sénat, presque sans interruption de 1843 à 1872. Durant sa prêtrise, il est un prédicateur populaire ; il fait de courtes homélies le dimanche à l'hôpital Saint-Jean de Bonn (de). À son enterrement, Joseph Hubert Reinkens, le premier évêque de l'Église vieille-catholique allemande, prononce un discours.